# Ed Giddins
Edward Simon Hunter Giddins (født 20. juli 1971 i Eastbourne, Sussex) er en tidligere engelsk cricketspiller som spillede i fire testkampe fra 1999 til 2000.
Gennem karrieren er han blevet suspenderet for brug af kokain, og udelukketi fem år for at have placeret penge på at hans hold skulle tabte en kamp. I dag er han pokerspiller.